# Ťuhýk šedý
Ťuhýk šedý (Lanius excubitor) je středně velký druh pěvce z čeledi ťuhýkovitých.

## Popis
Největší evropský ťuhýk velikosti kosa (délka těla 21–26 cm). Svrchu je světle šedý, zespodu bílý, maska přes oči, křídla a ocas jsou černé. Bílé kořeny ručních letek tvoří v křídle bílé pole. Obě pohlaví jsou zbarvena podobně, mladí ptáci mají na spodině náznak šedého vlnkování. Podobá se ťuhýku menšímu, který se liší velikostí, kratším ocasem, větší černou oční maskou zasahující až na čelo a přední část temene a lososově růžovým zbarvením břicha a hrudi.
Při vyhlížení kořisti z vysokých míst často pohybuje ocasem nahoru, dolů i do stran. Při lovu se dokáže podobně jako poštolka třepotat na místě. Létá rychle v dlouhých vlnách.

## Hlas
Poměrně tichý zpěv přednášený vsedě je složený z opakovaných trylků, švitořivých, cvrčivých a pískavých zvuků. Varováním je drsné „ek-ek“ a pokřik připomínající straku.

## Rozšíření
Druh s holarktickým typem rozšíření; kromě Austrálie žije na všech světadílech. Částečně tažný. Na Evropu připadá méně než čtvrtina plochy areálu.

## Výskyt v Česku
V České republice hnízdí roztroušeně a nehojně v nižších až středních polohách po celém území, chybí ve vysokých horách. V letech 2001–2003 byla jeho početnost odhadována na 1000–2000 párů. Zvláště chráněný jako ohrožený druh. V Česku hnízdící ptáci přilétají během dubna, odlétají v září až říjnu – táhnou na Balkánský a Apeninský poloostrov. V hnízdní době ptáci vyhledávají otevřenou krajinu s pastvinami a loukami, nezřídka vlhkými, a s rozptýlenou zelení (remízky, skupiny keřů a stromů). V zimě se v Česku pravidelně objevují ptáci ze severovýchodní Evropy.

## Tah
Areál, biotopy a zvyky se liší podle toho, zda ptáci hnízdí na severu, nebo na jihu. Ptáci ze severní Evropy obývají březové lesy vyšších poloh, bažiny s řídkým porostem borovic, paseky; ptáci jsou tažní na kratší vzdálenost. Jižní populace (několik poddruhů) žije v otevřenější, často suché krajině, která ptákům poskytuje místa s výhledem (dráty el. napětí, stromy) a hnízdní možnosti (husté keře); ptáci jsou stálí.

## Hnízdění

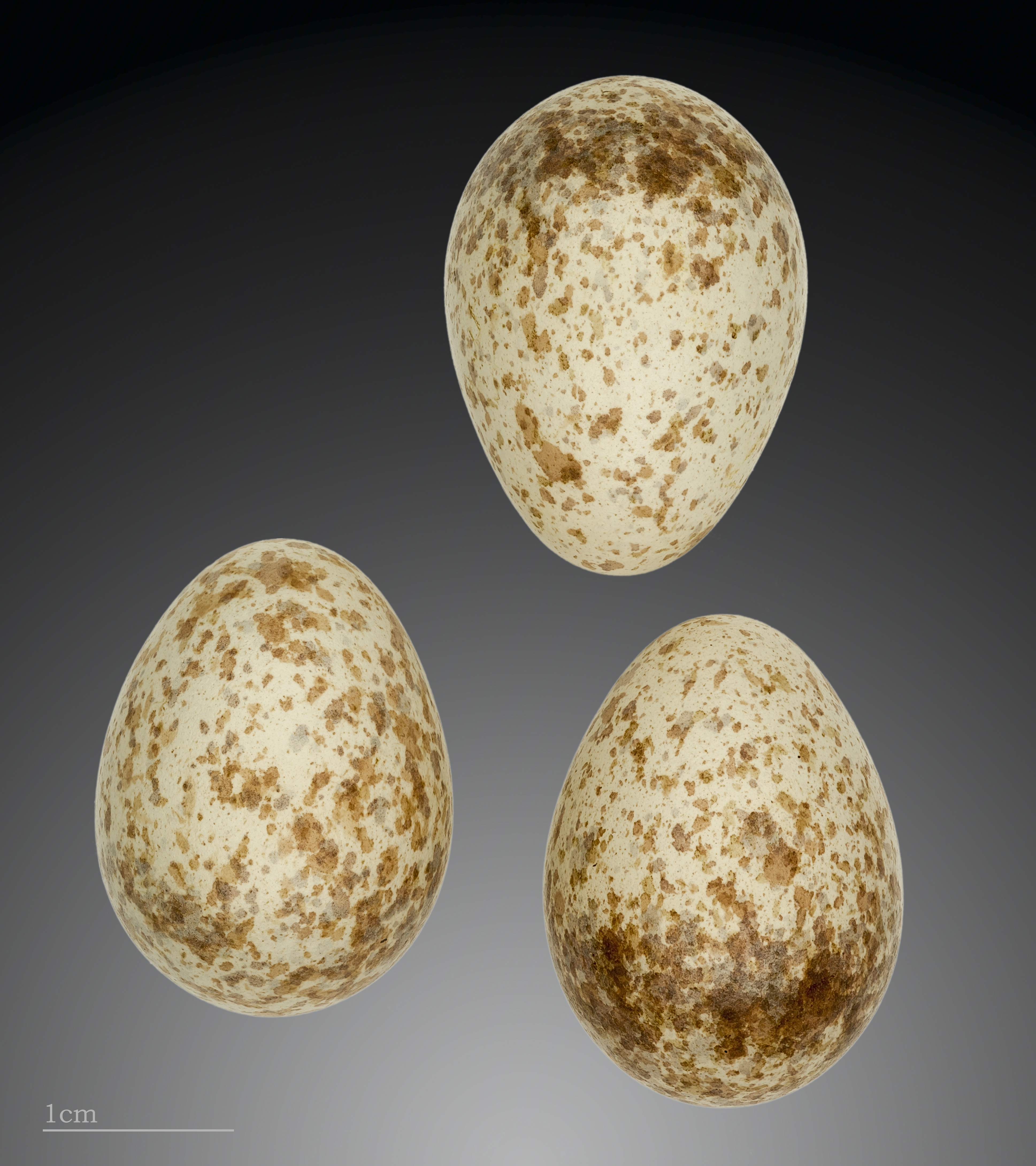
Lanius excubitor

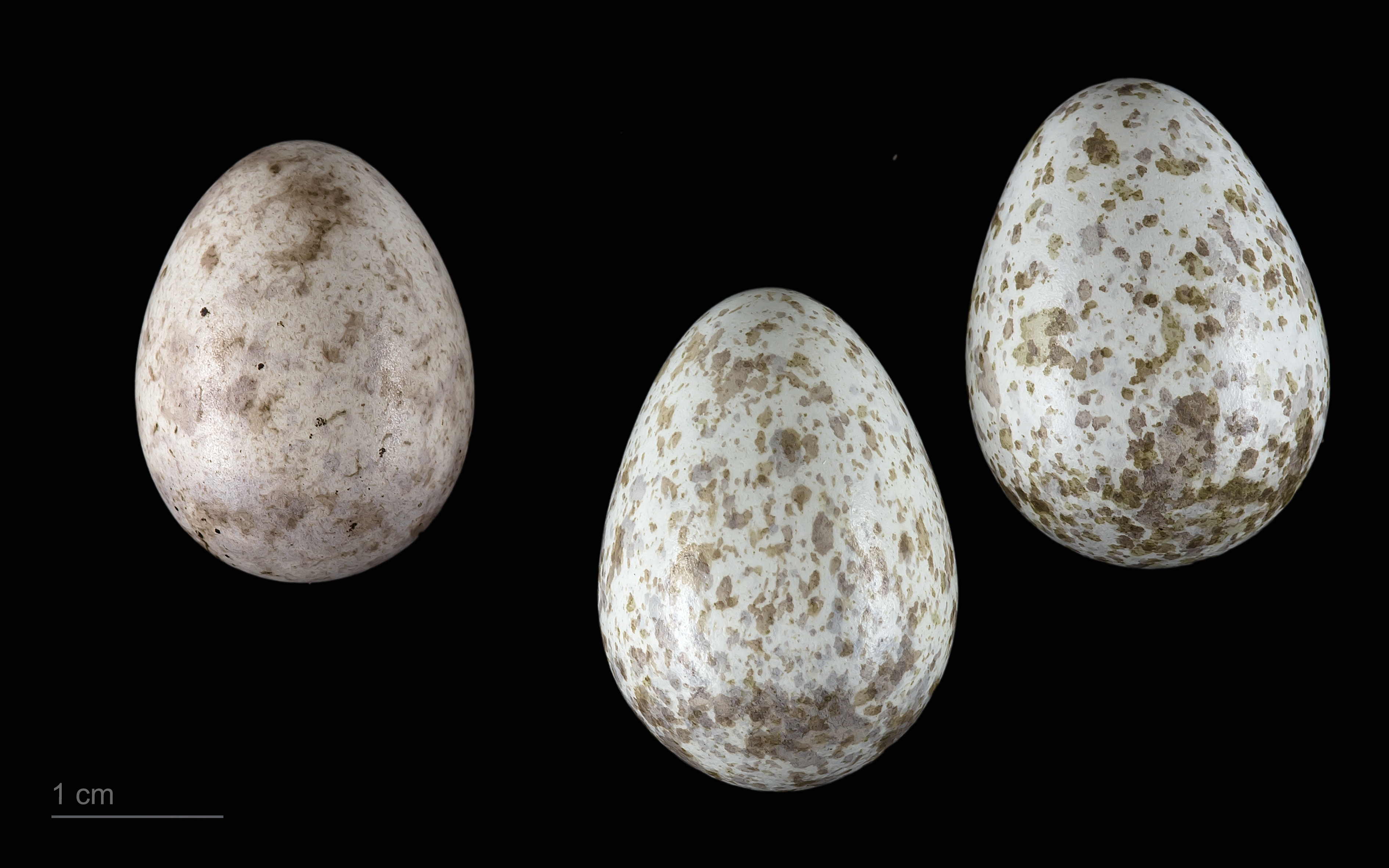
Cuculus canorus canorus + Lanius excubitor

Hnízdí 1× ročně, je monogamní. Bytelné hnízdo z větviček, trav a jiného rostlinného materiálu umísťuje zpravidla vysoko na stromy, někdy je využívá opakovaně. Snůška čítá 7 (4–9) špinavě bílých, nahnědlých nebo šedých, tmavohnědě, olivově hnědě nebo šedohnědě skvrnitých vajec o velikosti 26,9 × 19,8 mm. Inkubace trvá zhruba 15 dnů, na vejcích sedí převážně samice. Mláďata krmí oba rodiče. Mladí ptáci opouštějí hnízdo ve stáří 19–20 dnů.

## Potrava
Složení potravy ťuhýka šedého závisí na místě a sezóně. Převládá větší hmyz, zejména brouci a blanokřídlí, oblíbenou potravou jsou drobní zemní savci, ptáci a jejich mláďata, méně plazi a obojživelníci, příležitostně i ryby. Zvláště na podzim byla zjištěna také rostlinná složka tvořená semeny a plody rostlin. Na kořist útočí obvykle rychlým náletem z vyvýšeného místa na zem, občas loví i za letu. Kořist usmrcuje silným zobákem. Někdy ji zavěšuje do vidlic větví nebo nabodává na trny, kde slouží jako krátkodobá zásobárna potravy.